# جفری دی لیواین
جفری دی لیواین (انگلیسی: Jeffrey D. Levine؛ زادهٔ ۱۹۵۵ (۶۹–۷۰ سال)) سیاست‌مدار اهل ایالات متحده آمریکا است.